# Inno di Mameli (singolo)
Inno di Mameli è un singolo di Giovanna pubblicato nel 2001 dalla Kicco.

## Tracce
1. Inno di Mameli (Goffredo Mameli)
2. Va pensiero (Giuseppe Verdi)